# Матични брод
Матични брод је брод ратне морнарице за помоћне намјене чија је сврха да врши материјално снабдијевање и техничко одржавање ратних бродова, подморница, хеликоптера и хидроавиона.
Често је преуређени трговачки или модификовани застарјели ратни брод. Депласман је од 400 до 20000 тона.
Појављују се крајем 19. вијека у Уједињеном Краљевству, а од тада се све више користе. РМ САД има 16 матичних бродова 1939, а 1946. већ их је 167.
Током времена се углавном специјализују за подршку одређеној врсти пловила или ваздухоплова. Тако постоје матични бродови за подморнице, матични бродови за разараче, матични бродови за торпедне чамце, миноловце и патролне чамце, матични бродови за ракетне чамце, матични бродови за хидроавионе, и матични бродови за хеликоптере.